# Габбьонета-Бінануова
Габбьонета-Бінануова, Ґаббьонета-Бінануова (італ. Gabbioneta-Binanuova) — муніципалітет в Італії, у регіоні Ломбардія,  провінція Кремона.
Габбьонета-Бінануова розташована на відстані близько 420 км на північний захід від Рима, 85 км на схід від Мілана, 18 км на північний схід від Кремони.
Населення — 881 особа (2014).

## Демографія
Населення за роками:

Станом на 1 січня 2023 року в муніципалітеті офіційно проживало 97 іноземців з 16 країн, серед них 25 громадян країн Євросоюзу.

## Сусідні муніципалітети
- Гронтардо
- Остіано
- Пескароло-ед-Уніті
- Пессіна-Кремонезе
- Скандолара-Рипа-д'Ольйо
- Сеніга